# Aniseres modestus
Aniseres modestus là một loài tò vò trong họ Ichneumonidae.